# Gavroche
Gavroche (Fransk udtale ɡavʁoʃ) (1820 – 1832) er en fiktiv person fra romanen Les Misérables af Victor Hugo.

## Gavroche i Romanen
Gavroche er den ældste søn af hr. og fru Thénardier. Han har to søstre, Éponine og Azelma, og to unavngivne yngre brødre. Han er også teknisk set unavngiven; læseren får fortalt, at han vælger navnet selv, men får ikke hans rigtige navn. Madame Thénardier elsker kun sine døtre, og Monsieur Thénardier viser ingen ømhed over for nogen af deres børn. Gavroche får at vide af sine forældre, at han skal leve på gaden, da han vil få et bedre liv der.
Familien Thénardier sælger (eller lejer) deres to yngste sønner til en kvinde ved navn Manon. Grundet en ulykke bliver de to drenge væk fra Magnon uden identifikation og møder Gavroche ved et rent tilfælde. De ved ikke, at de er i familie, men Gavroche inviterer dem til at bo hos sig og tager sig af dem. De opholder sig i hulrummet i en gigantisk elefantstatue, opført af Napoleon som springvand, men aldrig fuldført. Denne sel af historien er ikke fiktion, for elefanten står på Bastillepladsen i Paris og er designet af Jean-Antoine Alavoine. De to drenge forlader Gavroche tidligt næste morgen. De ses senere i Luxembourghaven, hvor de spiser noget brød smidt i et springvand. Det er uvist, hvad der senere sker med dem.
Ved daggry hjælper Gavroche sin far, Patron-Minette, og Brujon med at flygte fra fængslet efter opfordring fra Montparnasse
Under studenteroprøret 5-6. juni 1832 slutter Gavroche sig til de revolutionære ved barrikaden.
Efter at have udvekslet skud med Nationalgarden hører Gavroche Enjolras bemærke, at de var ved at løbe tør for ammunition. Han beslutter sig for at hjælpe og går ud gennem en åbning i barrikaden og samler ammunition fra ligene af Nationalgardens soldater. Mens han samler ammunition og synger en sang, bliver han skudt og dræbt.

### Argot
Argot er slang brugt af tyve, kriminelle og andre, som lever på gaderne. Victor Hugo var en af de første, som skrev det ned. Gavroche bruges til at introducere konceptet argot for læseren. Ordert ”argot” er blevet indlemmet i fransk og spansk, som et udtryk for ”slang”.

## Gavroche i musicalen

### Forskelle i Musicalen
Der er et par bemærkelsesværdige forskelle i Cameron Mackintoshs musical-udgave af "De elendige".
- Musicalens program indikerer, at Gavroches forældre er Thénadier, men dette bliver ikke antydet i selve stykket.
- Gavroches to yngre brødre og hans søster Azelma er helt udeladt.
- Marius giver et farvelbrev til Éponine med besked om at levere det til Cosette. I romanen er det Gavroche, som afleverer brevet.
- Gavroche synger en anden sang på barrikaden i musicalen end i romanen. Originalsangen findes dog på fransk.

### Sange
Gavroche synger følgende sange i musicalen:
- Look Down
- Stars (I slutningen af sangen)
- The ABC Café / Red and Black
- One Day More
- Little People
- The Second Attack (Death of Gavroche)
- Finale/Do You Hear The People Sing? (Reprise)

## Versioner

### Musicalen
- Fabrice Bernard, 1980 Original French Concept Album
- Florence Davis, Cyrille Dupont, Fabrice Ploquin, 1980 Original French Musical
- Ian Tucker, Oliver Spencer, Liza Hayden, Original London Cast
- Braden Danner, Original Broadway Cast
- RD Robb (understudy), Original Broadway Cast
- Rider Strong, San Francisco 1988
- J. D. Daniels, Broadway
- Chris Fountain
- Daniel Wright
- James Buckley
- Marc Marut, Illya Woloshyn, Toronto 1989
- Sam Riegel, New York
- Brian D'Addario, Broadway
- Taylor John, Broadway 1991
- Roon Staal, The Netherlands 1991
- Ludwig Briand, Cyrille Vannier, Alexis Tomassian, 1991 Paris Revival
- Adam Searles, (10th Anniversary Concert) 1995
- Andrew Neale, Perth 2001
- Jordan Dunne, West End 2001
- Nick Jonas (of the Jonas Brothers), Broadway 2003
- Matt Mattarazzo, Broadway 2003
- Mikkel Rosleff, (The Danish Tour) 2003 – 2004
- Austyn Myers (from the movie Meet Dave), Jacob Levine, Brian D’Addario, 2006 Broadway Revival
- Brandon O'Rourke, Philadelphia 2008
- Jimmy Menchl, Grosse Pointe South, 2008
- David Noël, Simon Dufresne, 2008 Québec City Production
- Sage Ryan, 2008 Hollywood Bowl Concert
- Joseph Serafini, Pittsburgh CLO, 2009
- Samuel Tye, Perth Australia, 2009
- Laurence Westrip, Perth Australia, 2009

### Film og TV
- Anthony Phillips, 1917 Adaptation
- Charles Badiole, 1925 Adaptation
- Émile Genevois, 1934 Adaptation
- Rinaldo Smordoni, 1948 Adaptation
- Bobby Hyatt, 1952 Adaptation
- Jimmy Urbain, 1958 Adaptation
- Edoardo Nevola, 1964 Adaptation
- Gilles Maidon, 1972 Adaptation
- Carlos Arguelles, 1973 Adaptation
- Dexter Fletcher, 1978 Adaptation
- Emmanuel Curtil, 1982 Adaptation
- Adam Searles, 1995 Concert
- Shane Hervey, 1998 Adaptation
- Jérôme Hardelay, 2000 Adaptation

## Kulturelle referencer
- På frans er ordet “Gavroche” kommet til at betyde “gadebarn” og “drilagtigt barn”
- Der er en hjemløse organization i Varna, Bulgarien, som hedder “The Gavroche Association”. [2]
- Der er flere restauranter rundt om i verden som bruger navnet, her i blandt Le Gavroche i London, som er den første restaurant i Storbritannien, der fik tildelt tre Michelin stjerner.
- Der er en fransksproget bog om Thailand ved navn Gavroche.[3]
- Selvom Eugène Celacroixs Liberty Leading the People er tre årtiger ældre end romanen, forbindes drengen med pistolen, fra maleriet, ofte med Gavroche. Gavorche affyrer en pistol i romanen, så det er muligt, at Hugo hentyder til maleriet.
- Den bulgarske poet Hristo Smirnenski, har et digt kaldet The Brothers of Gavroche.
- Et kendt polsk punk/ska gruppe Alians kaldte et af deres album 'Gavroche'.